# 仰光河
仰光河（英語：Yangon River），缅甸语称兰河，缅甸河流，是勃固河和密玛加河（Myitmaka）汇合而成，形成为河口湾，流过最大城市仰光市区，向南流入安达曼海的马达班湾。仰光河可通航远洋轮船，且借由端迪运河和肥沃的伊洛瓦底江三角洲连通，因此对缅甸经济有重要意义。
仰光河流域有约3000平方公里的柚木林和红树林沼泽地，亦开垦有大片稻田。